# باشگاه فوتبال سرانو

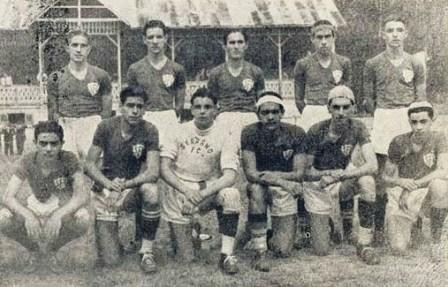
عکس تیمی از فصل ۱۹۱۵

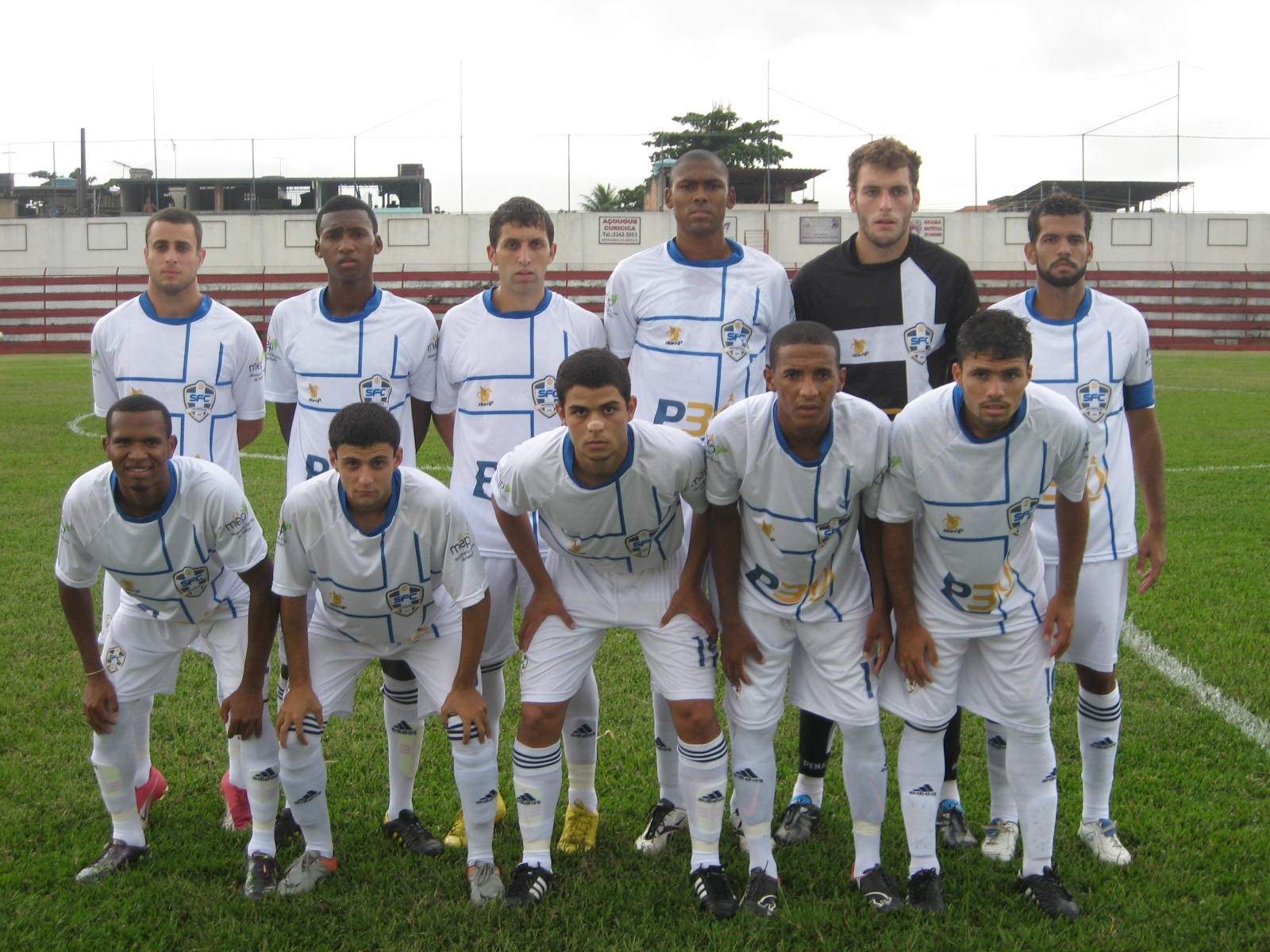
عکس تیمی از فصل ۲۰۱۱

باشگاه فوتبال سرانو (به پرتغالی: Serrano Football Club) که معمولاً با عنوان سرانو شناخته می‌شود، باشگاه فوتبال برزیلی مستقر در شهر پتروپولیس، ایالت ریو دو ژانیرو است.

## تاریخچه
این باشگاه در ۲۹ ژوئن ۱۹۱۵ تأسیس شد.

## دستاوردها
- قهرمانی فلومینسه:
  - ۲ بار: ۱۹۲۵، ۱۹۴۵
- قهرمانی کاریکوا سگوندا دیویژوا:
  - ۱ بار: ۱۹۹۲
- قهرمانی کاریکوا مودلو اکسترا :
  - ۱ بار ۱۹۹۹

## ورزشگاه

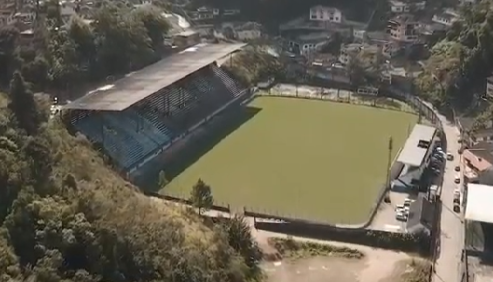
آتیلو ماروتی، با ۱۵۰۰۰ نفر گنجایش

ورزشگاه خانگی این تیم آتیلیو ماروتی، ۱۵۰۰۰ نفر گنجایش دارد.

## نشان‌واره، رنگ و لباس

### رنگ
رنگ‌های رسمی آبی و سفید هستند.

### کیت‌های باشگاه
کیت خانه یک پیراهن آبی، شورت سفید و جوراب آبی است. کیت دور یک پیراهن سفید، شورت آبی و جوراب سفید است.